# Nikolai Matwejewitsch Kischner

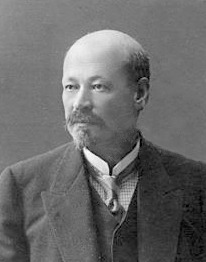
Nikolai Matwejewitsch Kischner

Nikolai Matwejewitsch Kischner (russisch Никола́й Матве́евич Ки́жнер, wiss. Transliteration Nikolaj Matveevič Kižner, englische Transkription: Nikolai Kishner; * 27. Novemberjul. / 9. Dezember 1867greg. in Moskau; † 28. November 1935 ebenda) war ein russischer Chemiker. Sein Name ist vor allem mit der Wolff-Kishner-Reaktion verknüpft.

## Leben
Nikolai Matwejewitsch Kischner wurde in Moskau geboren. Nach seinem Abschluss am 1. Moskauer Gymnasium nahm er ein Studium an der naturwissenschaftlichen Abteilung der physikalisch-mathematischen Fakultät der Universität Moskau auf. Ab dem 3. Studienjahr spezialisierte sich Kischner auf die organische Chemie und wurde unter anderem von Wladimir Fjodorowitsch Luginin (1834–1911) und Wladimir Wassiljewitsch Markownikow (1837–1904) unterrichtet. Kischner untersuchte hier unter anderem die Wärmekapazität von organischen Säuren und ihrer Anhydride mit Hilfe eines Eiskalorimeters. Auf Ansuchen Markownikows blieb Kischner nach seinem Studienabschluss im Jahr 1890 an der Universität, wo er nach drei Jahren zum Privatdozenten wurde. Während dieser Zeit unterrichtete Kischner an der Universität Studenten in den Fächern Qualitative Analyse und Quantitative Analyse. Zudem assistierte er als Laborant in den Vorlesungen Markownikows. Im Jahr 1895 verteidigte Kischner seine Magister-Dissertation (entspricht dem westlichen Ph.D.) über "Amine und Hydrazine der Polymethylenreihe, Methoden ihrer Herstellung und Umwandlung" (russ. „Амины и гидразины полиметиленового ряда, методы их образования и превращения“) an der Universität Sankt Petersburg. In den folgenden Jahren war Kischner weiterhin als Dozent für organische Chemie in Moskau tätig, wo er zudem Chemie und Elektrotechnik an der Militärschule Alexander II. lehrte. 1900 verteidigte Kischner seine Doktor-Dissertation „Über den Einfluss von Silberoxid und Hydroxylamid auf Bromamine. Über den Bau von Cyclohexan.“ (russ. "О действии окиси серебра и гидроксиламина на бромамины. О строении гексагидробензола") an der Universität Moskau. Zu den wissenschaftlichen Leistungen, welche Kischner in Moskau erbrachte, zählen unter anderem die Synthese von Cyclohexan aus Benzol, sowie die ausführliche Charakterisierung der Amine und Hydrazine der Polymethylenreihe.
Im Jahr 1901 wurde Kischner zum Professor für organische Chemie an der Polytechnischen Universität Tomsk. In Tomsk wurden Kischner die finanziellen Mittel zur Verfügung gestellt, sich sein Labor nach eigenen Vorstellungen einzurichten. Zu seinen wissenschaftlichen Erfolgen in Tomsk gehörten unter anderem die erstmalige Herstellung von Cyclobutanon 1905 sowie die Arbeiten an der später nach ihm benannten Wolff-Kishner-Reaktion. Die wissenschaftliche Arbeit an der Universität wurde ab dem Jahr 1902 durch eine schwere Erkrankung – eine Gangrän in den Gliedmaßen – erschwert. Die Krankheit führte schließlich dazu, dass Kischner im Laufe der Jahre mehrfach operiert werden musste und schließlich als Invalide 1913 seinen Dienst an der Universität aufgab.
Kischner kehrte nach Moskau zurück, wo sich sein gesundheitlicher Zustand verbesserte. Im Jahre 1914 wechselte er an die – nur kurze Zeit existierende – Städtische Moskauer Volksuniversität. Ab 1918 war er wissenschaftlicher Leiter des Zentrallabors des Staatlichen Trusts der Anilinfarben-Industrie (Aniltresta). Kischner erhielt hier die Aufgabe, die sowjetische Farbenindustrie zu entwickeln. In den folgenden Jahren entwickelte Kischner Methoden zum Erhalt organischer Farbstoffe aus Anilin. 1929 wurde Kischner korrespondierendes Mitglied und 1934 Ehrenmitglied der Sowjetischen Akademie der Wissenschaften. Im Jahr 1935 zog das Zentrallabor um und wurde Teil der Sowjetischen Akademie der Wissenschaften. Kischner starb im selben Jahr in Moskau.

## Ehrungen
Kischner wurde von der Russischen physikalisch-chemischen Gesellschaft 1893 mit dem Kleinen Butlerow-Preis und 1914 mit dem Großen Butlerow-Preis ausgezeichnet.